# 松山市
松山市（日语：／ Matsuyama shi */?）是日本四國愛媛縣最大的城市，也是愛媛縣的縣廳所在地。松山市是四國地方人口最多的城市，屬於中核市。松山市是以松山城為中心發展而成的城下町，因道後溫泉而自古就是著名的溫泉療養地，擁有眾多古蹟。俳句家正岡子規、種田山頭火及文豪夏目漱石都曾在松山生活過，加上松山是小說《少爺》、《坂上之雲》的舞台，使得松山也是一座頗為著名的文學之城。松山憑藉眾多的觀光資源被指定為「國際觀光溫泉文化都市」，城市的宣傳標語就是「溫泉和文學之城」。松山市奉行緊湊城市理論，商圈和大多數文化設施的位置都較為集中，使得市中心地區是一座職住接近的宜居城市，也便於觀光客使用公共交通觀光。以松山為中心的松山都市圈集中了愛媛縣超過四成的人口。松山市也是野球拳運動的故鄉。

## 歷史

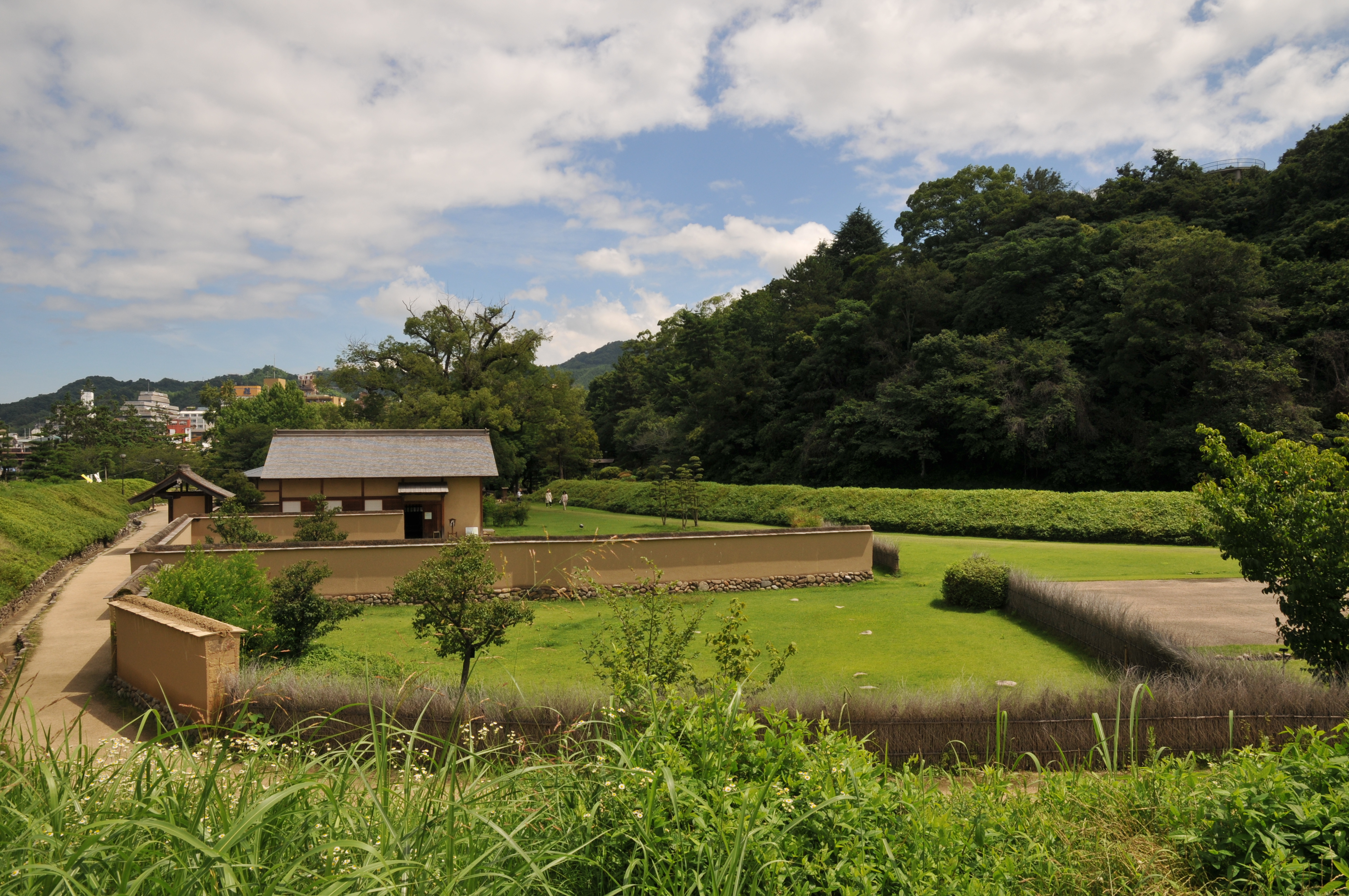
湯築城復原武家屋敷和丘陵

### 古代松山
松山市轄區內歷史最古老的遺跡有伊台惣部遺跡和束本遺跡，其歷史可追溯至舊石器時代。其中在束本遺跡發掘了自舊石器時代到彌生時代的文物，是松山市較為大型的遺跡。繩文時代時，松山市農耕文化已經開始發展。古墳時代時，松山已經受到大和王權的控制，這一時期的大型遺跡則有古照遺跡。進入飛鳥時代之後，已有聖德太子到訪道後溫泉的記錄。在松山市東部的來住台地還發現了久米官衙遺跡群，顯示飛鳥時代松山已有城鎮出現。大寶令施行之後，松山屬於伊予國。由於伊予國沿瀨戶內海，島嶼眾多，因此海盜勢力強大。平安時代後期至鎌倉時代，在伊予國的眾多海盜勢力中，以河野氏的勢力最為強大。南北朝時代時，河野氏在今松山市道後町修築湯築城，並以此為居城，控制了松山一帶。1585年（天正13年），豐臣秀吉在四國征伐中攻下湯築城，河野氏覆滅，兩年之後豐臣秀吉封福島正則為湯築城主。

### 城下町松山

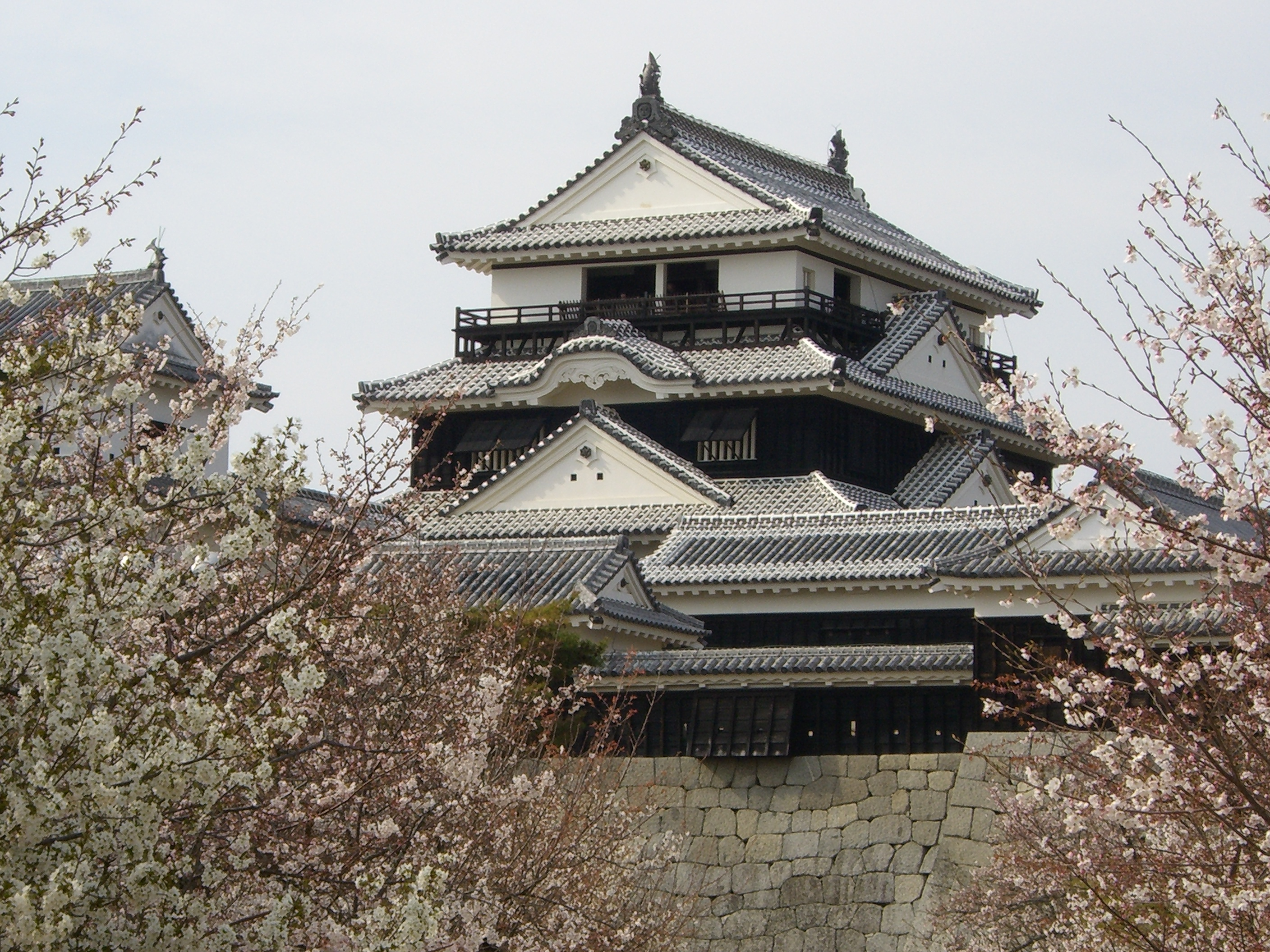
松山城天守閣

1595年（文禄4年），福島正則移封尾張。加藤嘉明成為松山新的藩主，並在五年之後因在關原之戰的戰功被加封至20萬石。1603年（慶長8年），加藤嘉明興建松山城並將居城搬到松山城，此為「松山」地名之始。加藤在修築松山城的同時也興建了松山城下町，將家臣團的屋敷集中在城南、商人集中在城西、寺院集中在城北，並以松山西部海岸的三津為水軍的根據地:149。
1627年（寛永4年），加藤嘉明被轉封到會津若松，蒲生忠知成為新的松山藩主。然而蒲生忠知只擔任松山藩主8年就過世。1635年（寛永12年），伊勢國桑名城主松平定行轉封至松山，此後直到明治維新為止，松平家都是伊予松山藩的藩主。1784年，松山城天守閣在遭到雷擊後被燒毀，直到1854年才得以重建。江戶時代是松山城下町較為平穩的時代，俳句等松山獨特的文化特徵也是自這一時期開始萌芽。

### 近現代松山
明治維新之後，日本政府實施廢藩置縣，松山藩也在1871年7月改為松山縣，松山隨之成為松山縣的縣府。松山縣在成立之後的4個月的1871年11月和今治縣、小松縣、西條縣合併，並在1872年2月改名石鐵縣。1873年2月，石鐵縣和神山縣合併，現在的愛媛縣宣告誕生，松山也仍然是新成立的愛媛縣的縣廳。1889年12月，松山市正式誕生，是日本第39個市:149。明治時期是松山開始近代化的時代。隨著武士階級的消失，松山城外側的武士居住區被縣廳、市政府等公共設施取代:149。商業地區和文教地區也開始集中到松山城的外側，松山在城下町路網未發生重大變化的情況下開始近代化:152。1888年，松山到三濱津之間的鐵路開通，是日本第一條輕便鐵路和四國的首條鐵路。最能代表松山的兩大文豪正岡子規和夏目漱石也是在1890年代曾在松山度過一段共同生活的時光。大正時期，松山市持續發展。隨著市內鐵路交通的發展，松山市在這一時期形成了以松山市站為核心的中心街區:153。但和私鐵相比，國鐵在松山發展緩慢。1927年，松山市才開通了國鐵線路，是日本所有都道府縣廳所在地城市中最晚開通國鐵線路的城市（不含從未開通過國鐵線路的那霸市）。第二次世界大戰開始之後，松山市的戰爭氛圍也與日俱增。1943年，日軍新設松山海軍航空隊。同年松山市在開始對學徒實行徵兵的同時。1945年7月26日，松山市遭到大規模空襲，市中心4.79平方公里的地區被轟炸，市中心幾乎完全被燒毀。全市14,300戶（相當於全部戶數的55%）、62,200人（相當於全市人口的53%）受災。
松山市在戰後開始了戰災復興計劃，是日本114個頒布復興事業中僅有的兩個完成復興事業的城市:153。松山市雖然眾多街道在復興計劃中得到擴寬，但城下町的街區格局基本得到保留:153。1951年，松山市成為國際觀光溫泉文化都市，同年松山城修理工程竣工，松山進入和平發展的時代。1960年代，松山市經濟快速發展，同時還開通了至東京的飛機航線，聯外交通因此一躍大幅改善。1970年代，松山市雖然經濟持續發展，但民眾對工廠造成的公害的不滿也浮出水面，迫使市政府和1974年和企業簽訂公害防止協定，經濟發展和生活水準提高之間的矛盾開始表面化。1980年代，松山市人口超過40萬人，並被指定為國際觀光模範都市和國際會議城市，在1988年創下578萬人觀光客來訪的記錄。松山市在昭和平成之交時期也受到泡沫經濟的影響，曾創下一年地價升高25%的記錄。2000年，松山市升格成為中核市，並在2005年和北條市、中島町合併之後成為四國首個人口超過50萬人的都市。

### 市町村合併變遷表
| 1889年4月1日 | 1889年 - 1926年             | 1926年 - 1954年           | 1926年 - 1954年           | 1955年 - 1989年            | 1955年 - 1989年            | 1989年 - 現在           | 現在   |
| ------------ | --------------------------- | ------------------------- | ------------------------- | -------------------------- | -------------------------- | ----------------------- | ------ |
| 伊台村       | 伊台村                      | 伊台村                    | 伊台村                    | 1955年5月1日 併入松山市    | 松山市                     | 松山市                  | 松山市 |
| 興居島村     | 興居島村                    | 興居島村                  | 1954年2月1日 併入松山市   | 松山市                     | 松山市                     | 松山市                  | 松山市 |
| 三津濱町     | 三津濱町                    | 三津濱町                  | 1940年8月1日 併入松山市   | 松山市                     | 松山市                     | 松山市                  | 松山市 |
| 古三津村     | 1925年5月10日 併入三津濱町  | 三津濱町                  | 1940年8月1日 併入松山市   | 松山市                     | 松山市                     | 松山市                  | 松山市 |
| 新濱村       | 新濱村                      | 1937年6月1日 併入三津濱町 | 1940年8月1日 併入松山市   | 松山市                     | 松山市                     | 松山市                  | 松山市 |
| 和氣村       |                             |                           | 1940年8月1日 併入松山市   | 松山市                     | 松山市                     | 松山市                  | 松山市 |
| 堀江村       |                             |                           | 1940年8月1日 併入松山市   | 松山市                     | 松山市                     | 松山市                  | 松山市 |
| 潮見村       |                             |                           | 1940年8月1日 併入松山市   | 松山市                     | 松山市                     | 松山市                  | 松山市 |
| 久枝村       |                             |                           | 1940年8月1日 併入松山市   | 松山市                     | 松山市                     | 松山市                  | 松山市 |
| 桑原村       |                             |                           | 1940年8月1日 併入松山市   | 松山市                     | 松山市                     | 松山市                  | 松山市 |
| 味生村       |                             |                           | 1940年8月1日 併入松山市   | 松山市                     | 松山市                     | 松山市                  | 松山市 |
| 御幸村       | 1926年2月11日 併入松山市    | 松山市                    | 松山市                    | 松山市                     | 松山市                     | 松山市                  | 松山市 |
| 素鵞村       | 1926年2月11日 併入松山市    | 松山市                    | 松山市                    | 松山市                     | 松山市                     | 松山市                  | 松山市 |
| 雄群村       | 1926年2月11日 併入松山市    | 松山市                    | 松山市                    | 松山市                     | 松山市                     | 松山市                  | 松山市 |
| 朝美村       | 1926年2月11日 併入松山市    | 松山市                    | 松山市                    | 松山市                     | 松山市                     | 松山市                  | 松山市 |
| 松山市       |                             | 松山市                    | 松山市                    | 松山市                     | 松山市                     | 松山市                  | 松山市 |
| 道後村       | 1923年4月1日 併入松山市     | 松山市                    | 松山市                    | 松山市                     | 松山市                     | 松山市                  | 松山市 |
| 道後村       | 1923年4月1日 併入道後湯之町 | 道後湯之町                | 1944年4月1日 併入松山市   | 松山市                     | 松山市                     | 松山市                  | 松山市 |
| 道後湯之町   |                             | 道後湯之町                | 1944年4月1日 併入松山市   | 松山市                     | 松山市                     | 松山市                  | 松山市 |
| 生石村       |                             |                           | 1944年4月1日 併入松山市   | 松山市                     | 松山市                     | 松山市                  | 松山市 |
| 垣生村       |                             |                           | 1944年4月1日 併入松山市   | 松山市                     | 松山市                     | 松山市                  | 松山市 |
| 余土村       | 余土村                      | 余土村                    | 1954年10月1日 併入松山市  | 松山市                     | 松山市                     | 松山市                  | 松山市 |
| 湯山村       | 湯山村                      | 湯山村                    | 湯山村                    | 1955年5月1日 併入松山市    | 松山市                     | 松山市                  | 松山市 |
| 久米村       |                             |                           |                           | 1955年5月1日 併入松山市    | 松山市                     | 松山市                  | 松山市 |
| 五明村       |                             |                           |                           | 1955年5月1日 併入松山市    | 松山市                     | 松山市                  | 松山市 |
| 浮穴村       | 浮穴村                      | 浮穴村                    | 浮穴村                    | 浮穴村                     | 1959年4月10日 併入松山市   | 松山市                  | 松山市 |
| 小野村       | 小野村                      | 小野村                    | 小野村                    | 小野村                     | 1961年12月15日 併入松山市  | 松山市                  | 松山市 |
| 石井村       | 石井村                      | 石井村                    | 石井村                    | 石井村                     | 1962年4月1日 併入松山市    | 松山市                  | 松山市 |
| 荏原村       | 荏原村                      | 荏原村                    | 荏原村                    | 1956年9月30日 合併為久谷村 | 1968年10月25日 併入松山市  | 松山市                  | 松山市 |
| 坂本村       |                             |                           |                           | 1956年9月30日 合併為久谷村 | 1968年10月25日 併入松山市  | 松山市                  | 松山市 |
| 北條村       | 1898年11月28日 北條町       | 1898年11月28日 北條町     | 1951年4月1日 合併為北條町 | 1955年3月31日 合併為北條町 | 1958年11月1日 北條市       | 2005年1月1日 併入松山市 | 松山市 |
| 難波村       |                             |                           | 1951年4月1日 合併為北條町 | 1955年3月31日 合併為北條町 | 1958年11月1日 北條市       | 2005年1月1日 併入松山市 | 松山市 |
| 正岡村       |                             |                           | 1951年4月1日 合併為北條町 | 1955年3月31日 合併為北條町 | 1958年11月1日 北條市       | 2005年1月1日 併入松山市 | 松山市 |
| 立岩村       |                             |                           |                           | 1955年3月31日 合併為北條町 | 1958年11月1日 北條市       | 2005年1月1日 併入松山市 | 松山市 |
| 淺海村       |                             |                           |                           | 1955年3月31日 合併為北條町 | 1958年11月1日 北條市       | 2005年1月1日 併入松山市 | 松山市 |
| 河野村       |                             |                           |                           | 1955年3月31日 合併為北條町 | 1958年11月1日 北條市       | 2005年1月1日 併入松山市 | 松山市 |
| 粟井村       |                             |                           |                           | 1955年3月31日 合併為北條町 | 1958年11月1日 北條市       | 2005年1月1日 併入松山市 | 松山市 |
| 東中島村     | 東中島村                    | 東中島村                  | 1952年8月1日 中島町       | 1952年8月1日 中島町        | 1959年3月31日 合併為中島町 | 2005年1月1日 併入松山市 | 松山市 |
| 神和村       |                             |                           |                           |                            | 1959年3月31日 合併為中島町 | 2005年1月1日 併入松山市 | 松山市 |
| 睦野村       | 睦野村                      | 睦野村                    | 睦野村                    | 睦野村                     | 1960年3月31日 併入中島町   | 2005年1月1日 併入松山市 | 松山市 |
| 西中島村     | 西中島村                    | 西中島村                  | 西中島村                  | 西中島村                   | 1963年3月31日 併入中島町   | 2005年1月1日 併入松山市 | 松山市 |

資料來源：

## 地理

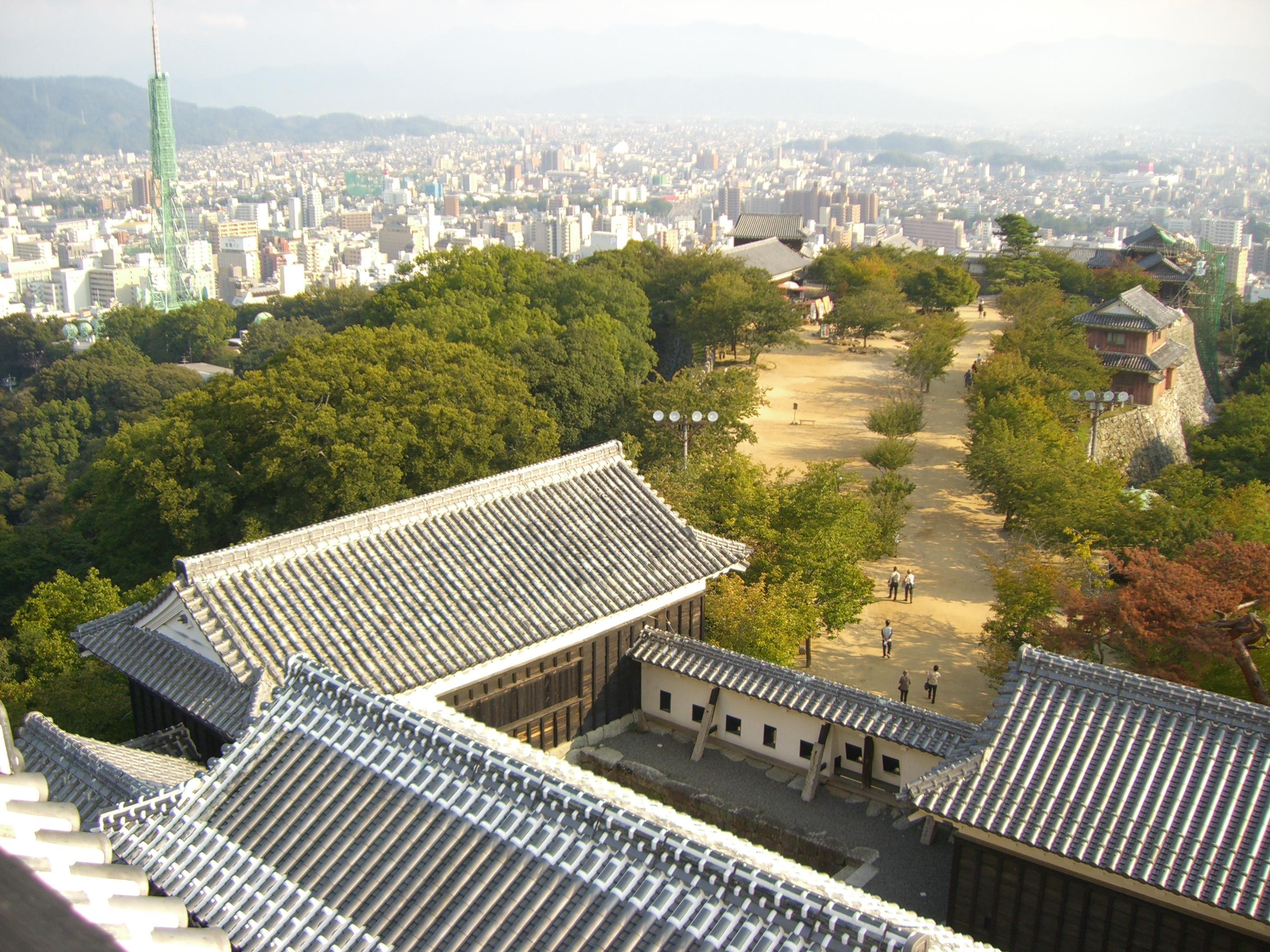
自松山城望松山平原

松山市地處愛媛縣中部，一面臨海三面環山，西臨瀨戶內海（伊予灘和齋灘），北側和東側則是高繩半島高繩半島諸峰，南側是四國山地支脈之一的皿嶺連峰。松山市轄區的最高峰是明神森，標高1217米。松山市區的中心部分大部分位於道後平原。松山市的主要河川有石手川和重信川，而松山市區的中心部分大部分位於這兩條河流沖積而成的道後平原。松山市最大的湖泊白鷺湖是石手川水庫蓄水形成的人工湖。 瀨戶內海中的忽那群島亦屬於松山市轄區。忽那群島擁有超過30個島嶼，其中9個是有人島。有人島的面積有44.75平方公里，2015年有人口約6000人。日本最長的斷層帶中央構造線東西橫貫松山市轄區，這一地質特點也使得溫泉得以自花崗岩裂縫湧出，道後溫泉即是因此形成。
由於江戶時代松山的城下町都市格局保存至今，松山城現在仍是松山市的核心。松山市的公共設施主要分佈在松山城附近。愛媛縣廳、松山市政府、法院、警察局等政府部分主要分佈在城山南側:472。城山北側擁有愛媛大學、松山大學等學校，是松山主要的文教區:472。企業則多集中在城山南麓的行政區的南側:472。松山市站附近地區和大街道商店街及松山銀天街則是松山市中心主要的商業區。為了保護松山的城下町景觀，松山市政府對建築的高度和外觀進行較多管制，市內建築高度不得超過松山城所在地城山的高度。

### 氣候
松山市屬於典型的瀨戶內海式氣候，全年氣候溫暖（年平均氣溫16.8°C）且降水偏少（約1,400mm）。和四國其他三縣不同的是，松山在春季至夏季降水較多，特別是以梅雨時期的6月降水最多。松山市全年日照時間約2000小時。由於轄區東南四國山地的遮擋，颱風對松山的影響較小，降水量也比南予和四國對角的德島市少很多。松山市因受到山地地形阻隔，使得海洋水氣不易入境，因此在冬季時的降雪機率微乎其微，不過曾在1907年時發生的一場罕見大雪中，測得最大積雪深度記錄34厘米。
| 松山市（平均數據1991-2020年，極端數據1890年以降） | 松山市（平均數據1991-2020年，極端數據1890年以降） | 松山市（平均數據1991-2020年，極端數據1890年以降） | 松山市（平均數據1991-2020年，極端數據1890年以降） | 松山市（平均數據1991-2020年，極端數據1890年以降） | 松山市（平均數據1991-2020年，極端數據1890年以降） | 松山市（平均數據1991-2020年，極端數據1890年以降） | 松山市（平均數據1991-2020年，極端數據1890年以降） | 松山市（平均數據1991-2020年，極端數據1890年以降） | 松山市（平均數據1991-2020年，極端數據1890年以降） | 松山市（平均數據1991-2020年，極端數據1890年以降） | 松山市（平均數據1991-2020年，極端數據1890年以降） | 松山市（平均數據1991-2020年，極端數據1890年以降） | 松山市（平均數據1991-2020年，極端數據1890年以降） |
| 月份                                              | 1月                                               | 2月                                               | 3月                                               | 4月                                               | 5月                                               | 6月                                               | 7月                                               | 8月                                               | 9月                                               | 10月                                              | 11月                                              | 12月                                              | 全年                                              |
| ------------------------------------------------- | ------------------------------------------------- | ------------------------------------------------- | ------------------------------------------------- | ------------------------------------------------- | ------------------------------------------------- | ------------------------------------------------- | ------------------------------------------------- | ------------------------------------------------- | ------------------------------------------------- | ------------------------------------------------- | ------------------------------------------------- | ------------------------------------------------- | ------------------------------------------------- |
| 历史最高温 °C（°F）                               | 24.4 (75.9)                                       | 24.5 (76.1)                                       | 27.5 (81.5)                                       | 31.1 (88.0)                                       | 32.3 (90.1)                                       | 35.6 (96.1)                                       | 37.0 (98.6)                                       | 37.4 (99.3)                                       | 36.7 (98.1)                                       | 33.3 (91.9)                                       | 28.0 (82.4)                                       | 25.2 (77.4)                                       | 37.4 (99.3)                                       |
| 平均高温 °C（°F）                                 | 10.2 (50.4)                                       | 11.0 (51.8)                                       | 14.4 (57.9)                                       | 19.6 (67.3)                                       | 24.2 (75.6)                                       | 27.0 (80.6)                                       | 31.2 (88.2)                                       | 32.6 (90.7)                                       | 29.1 (84.4)                                       | 23.8 (74.8)                                       | 18.1 (64.6)                                       | 12.6 (54.7)                                       | 21.1 (70.0)                                       |
| 日均气温 °C（°F）                                 | 6.2 (43.2)                                        | 6.8 (44.2)                                        | 9.9 (49.8)                                        | 14.8 (58.6)                                       | 19.4 (66.9)                                       | 22.9 (73.2)                                       | 27.1 (80.8)                                       | 28.1 (82.6)                                       | 24.6 (76.3)                                       | 19.1 (66.4)                                       | 13.6 (56.5)                                       | 8.5 (47.3)                                        | 16.8 (62.2)                                       |
| 平均低温 °C（°F）                                 | 2.6 (36.7)                                        | 2.8 (37.0)                                        | 5.6 (42.1)                                        | 10.3 (50.5)                                       | 15.0 (59.0)                                       | 19.4 (66.9)                                       | 23.8 (74.8)                                       | 24.6 (76.3)                                       | 21.0 (69.8)                                       | 15.1 (59.2)                                       | 9.6 (49.3)                                        | 4.8 (40.6)                                        | 12.9 (55.2)                                       |
| 历史最低温 °C（°F）                               | −7.0 (19.4)                                       | −8.3 (17.1)                                       | −6.3 (20.7)                                       | −2.6 (27.3)                                       | 1.4 (34.5)                                        | 5.7 (42.3)                                        | 14.3 (57.7)                                       | 15.6 (60.1)                                       | 9.1 (48.4)                                        | 2.2 (36.0)                                        | −1.2 (29.8)                                       | −5.8 (21.6)                                       | −8.3 (17.1)                                       |
| 平均降水量 mm（）                                 | 50.9 (2.00)                                       | 65.7 (2.59)                                       | 105.1 (4.14)                                      | 107.3 (4.22)                                      | 129.5 (5.10)                                      | 228.7 (9.00)                                      | 223.5 (8.80)                                      | 99.0 (3.90)                                       | 148.9 (5.86)                                      | 113.0 (4.45)                                      | 71.3 (2.81)                                       | 61.8 (2.43)                                       | 1,404.6 (55.30)                                   |
| 平均降雪量 cm（）                                 | 0 (0)                                             | 0 (0)                                             | 0 (0)                                             | 0 (0)                                             | 0 (0)                                             | 0 (0)                                             | 0 (0)                                             | 0 (0)                                             | 0 (0)                                             | 0 (0)                                             | 0 (0)                                             | 0 (0)                                             | 1 (0.4)                                           |
| 平均降水天数（≥ 0.5 mm）                          | 8.2                                               | 8.5                                               | 11.2                                              | 10.5                                              | 9.5                                               | 13.1                                              | 10.9                                              | 8.2                                               | 9.8                                               | 8.2                                               | 8.2                                               | 8.9                                               | 115.2                                             |
| 平均降雪天数（≥ 1 cm）                            | 0.1                                               | 0.2                                               | 0.0                                               | 0                                                 | 0                                                 | 0                                                 | 0                                                 | 0                                                 | 0                                                 | 0                                                 | 0                                                 | 0.0                                               | 0.3                                               |
| 平均相對濕度（％）                                | 63                                                | 63                                                | 63                                                | 62                                                | 64                                                | 73                                                | 72                                                | 70                                                | 70                                                | 68                                                | 67                                                | 65                                                | 67                                                |
| 月均日照時數                                      | 129.2                                             | 142.2                                             | 175.1                                             | 190.8                                             | 205.9                                             | 151.1                                             | 189.0                                             | 218.1                                             | 164.3                                             | 174.1                                             | 144.9                                             | 129.8                                             | 2,014.5                                           |
| 来源：                                            |                                                   |                                                   |                                                   |                                                   |                                                   |                                                   |                                                   |                                                   |                                                   |                                                   |                                                   |                                                   |                                                   |

## 人口
1889年松山市成立時，有人口32916人。1920年日本進行第一次人口普查時，松山市有人口51250人。此後松山人口穩定增加。1945年第二次世界大戰結束時，松山市有人口117396人。在1950年代時，經過數次市町村合併之後，松山市人口快速增加。1955年人口普查時超過20萬人大關，達到213457人。1970年人口普查時，松山市人口進一步超過30萬大關，達到322902人。1980年人口普查時期，松山市人口又超過40萬大關，達到401703人。然而在此之後由於少子化和老齡化的進展，松山市人口增長速度趨緩。2010年，松山市人口在達到51.7萬人之後開始減少。2010年時，松山市人口中65歲以上人口佔21.7%，15到64歲人口佔63.7%，0到14歲人口佔13.4%，少子老齡化問題嚴重。2017年4月1日時，松山市有人口512,373人。松山市的總和生育率只有1.36，低於日本和愛媛縣的平均水準。松山市政府已採取結婚支援、育兒支援等各種方式，試圖提高生育率。
| 松山市人口分布圖 |                                               |  |
| 松山市與日本全國年齡別人口分布比較圖 （2005年資料） | 松山市的年齡、男女別人口分布圖 （2005年資料） |  |
| ■紫色是松山市 ■綠色是全国 | ■藍色是男性 ■紅色是女性                       |  |
| 松山市人口變化 \| 1970年 \| 362,998人 \| \| \| 1975年 \| 407,237人 \| \| \| 1980年 \| 442,147人 \| \| \| 1985年 \| 466,354人 \| \| \| 1990年 \| 480,854人 \| \| \| 1995年 \| 497,203人 \| \| \| 2000年 \| 508,266人 \| \| \| 2005年 \| 514,937人 \| \| \| 2010年 \| 517,231人 \| \| \| 2015年 \| 514,865人 \| \| \| 2020年 \| 511,192人 \| \| |                                               |  |
| 資料來源：日本總務省統計中心提供之人口普查數據 |                                               |  |
| 1970年 | 362,998人                                     |  |
| 1975年 | 407,237人                                     |  |
| 1980年 | 442,147人                                     |  |
| 1985年 | 466,354人                                     |  |
| 1990年 | 480,854人                                     |  |
| 1995年 | 497,203人                                     |  |
| 2000年 | 508,266人                                     |  |
| 2005年 | 514,937人                                     |  |
| 2010年 | 517,231人                                     |  |
| 2015年 | 514,865人                                     |  |
| 2020年 | 511,192人                                     |  |

## 政治
在日本眾議院選舉中，松山市大部分地區屬於愛媛縣第1區，而東南部的小部分地區以及平成大合併之後劃入松山市的舊北條市和中島町則與今治市等同屬於愛媛縣第2區。愛媛1區是自由民主黨佔據壓倒性優勢的保守王國，自民黨在該選區從未失手。自2000年開始至2017年，鹽崎恭久在歷次眾議院選舉中均順利當選議員。2021年眾議院總選舉時，鹽崎恭久的長子鹽崎彰久亦成功當選。
松山市的現任市長是野志克仁，在從政之前他是南海放送的主播。2010年他首次當選松山市長，並在2014年、2018年和2022年順利連任；而2022年的市長選舉為松山市在二戰後首度以自動當選的方式選出市長。松山市議會共有43名議員，上次選舉是在2022年。市議會中最大會派是自由民主黨的議員團，有議員9人。在愛媛縣議會中，松山市和上浮穴郡合為一個選舉區，共有16名議員。

## 經濟

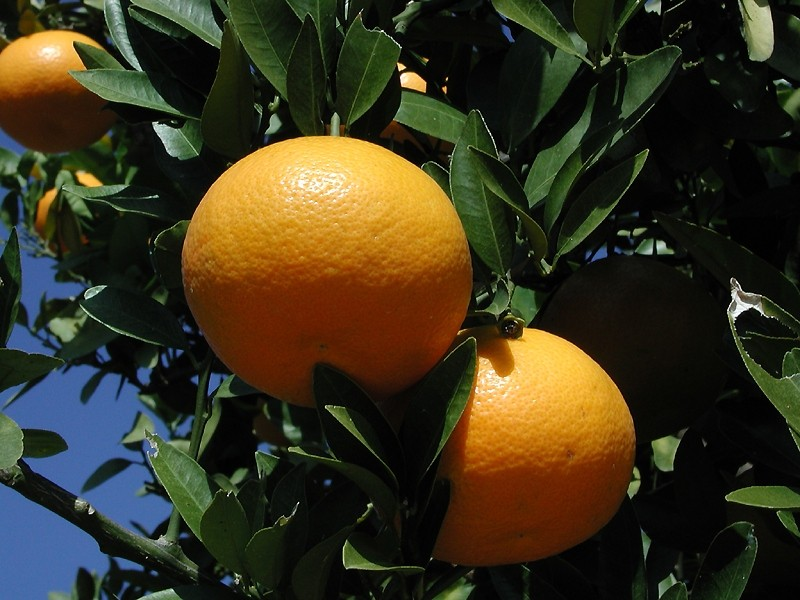
伊予柑是松山名產

2013年時，松山市的市內生產總值是16384.9億日元，佔愛媛縣的三成以上。但和四國的其他主要城市相比，松山市的家庭平均收入水準較低，在中國地方和四國地方的縣廳所在地城市中也敬陪末座。

### 農業
松山市現在有農家5442戶、農地面積6230公頃。雖然現在農業只佔松山市經濟很小的比重，但松山農業頗具特色。松山平原是愛媛縣內最大的稻作地帶之一。2000年時，松山平原的水稻收穫量佔愛媛縣全縣的23.2%:474。由於接近消費市場，松山平原同樣是愛媛主要蔬菜產地之一。蔬菜在松山農業生產額總值中約六分之一的比例。水果生產是松山農業中最重要的部分。愛媛縣是日本最著名的柑橘產地之一，而松山市及其近郊又是愛媛縣最大的柑橘產地之一:475，伊予柑生產量更超過愛媛縣生產總量的半數以上。2012年，松山市柑橘產量達5120噸，排名愛媛縣內第四位。在松山市的農業生產金額中，水果類佔據過半比重。松山市的漁業也有一定規模。2013年，松山市漁獲量超過5300噸。

### 工業
松山市是四國最大的工業都市之一。2013年，松山市的工業產品生產金額約有4351億日元，其中以化學工業和機械工業的比重最高，其次是食品工業。松山市的化學工業主要集中在沿海地區，以生產石化產品為主:481，在松山設廠的主要化工企業有帝人、大阪蘇打、科斯莫石油。機械工業中則以農業機械的比重較高。總部設在松山市的主要機械企業有農機企業井關農機和鍋爐生產企業三浦工業。松山市的蜜柑產業使得松山市的食品加工業也頗為發達。當地著名的食品企業有以POM果汁聞名的愛媛飲料、甜點企業一六本鋪和母惠夢。愛媛飲料在松山機場設有可流出橙汁的水龍頭，宣傳愛媛縣的特色產品。

### 服務業

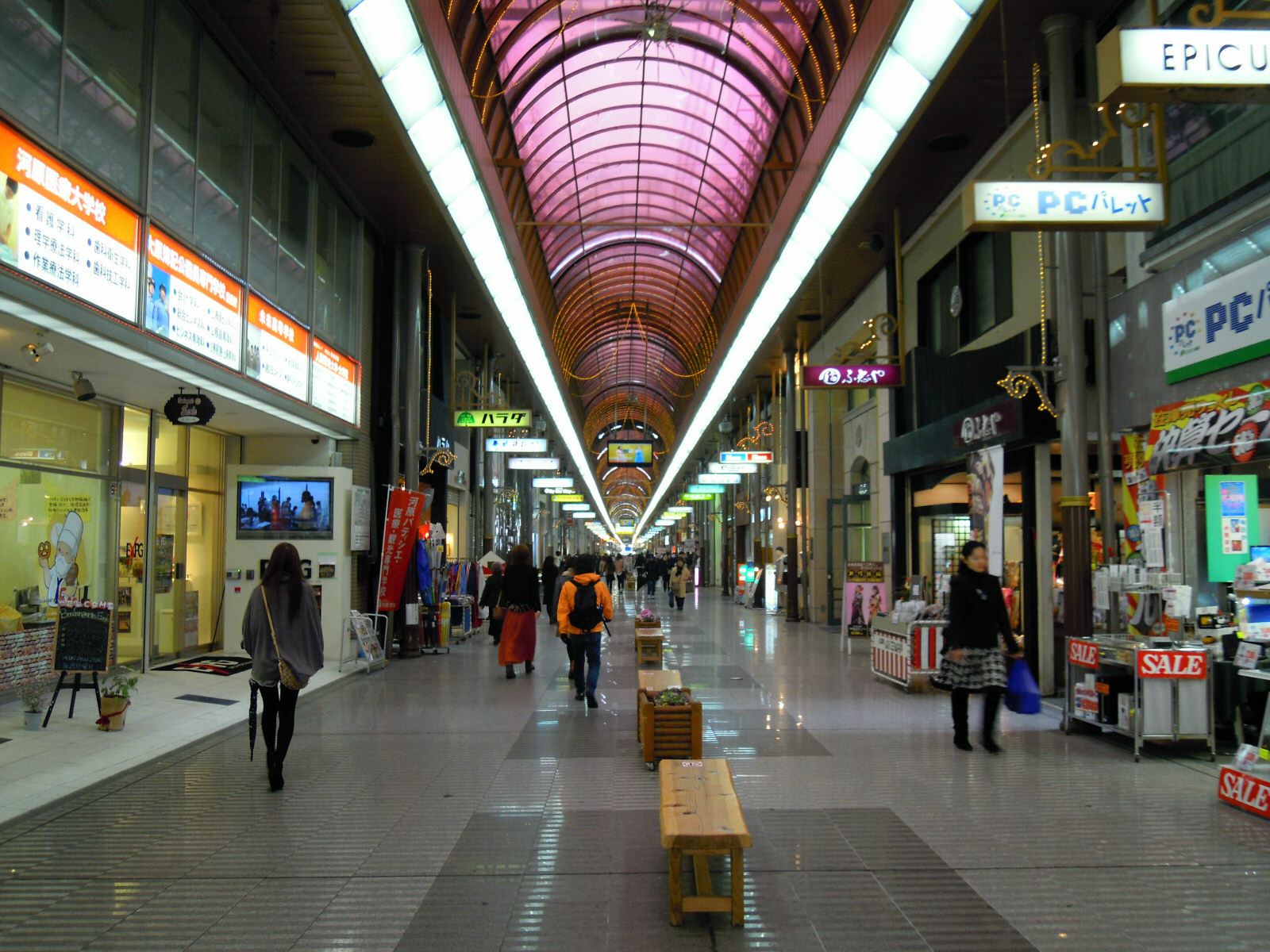
松山銀天街

松山是四國的商業中心都市之一。總部設在松山市的銀行有伊予銀行和愛媛銀行。此外巨型銀行中的瑞穗銀行和三井住友銀行、四國各地方銀行也在松山設有支行。2014年，松山市零售額達4596億日元，位居四國第二位，僅次於高松市。松山銀天街和大街道商店街組成的L字型地區是松山市最主要的商業地區，在L字的兩端則有松山市的兩大百貨商場松山三越和伊予鐵高島屋。但隨著汽車的普及，現在松山市民有在郊外大型商業設施購物的傾向:154。富士超市總部位於松山，是四國最大的連鎖超市企業，也是松山發祥的商業企業中規模最大的公司之一。雖然較多企業和政府機構將其的四國分公司設立在高松市，但在信息通訊產業方面，松山市則是四國的中心。日本郵政、NHK、NTT將其在四國的統轄據點設在松山:473。2004年，松山市被指定為IT商務模範地區。松山市現在也將包括信息產業的高新產業作為經濟發展的重點產業。松山市擁有眾多知名旅遊景點，觀光業在松山市經濟中有重要地位。2015年，松山市觀光客人數超過580萬人，其中超過233萬人在松山住宿，為松山市帶來超過659億日元的消費。松山市的旅遊景點中以松山城和道後溫泉吸引遊客最多，兩者皆吸引超過百萬人遊客。

## 文化教育

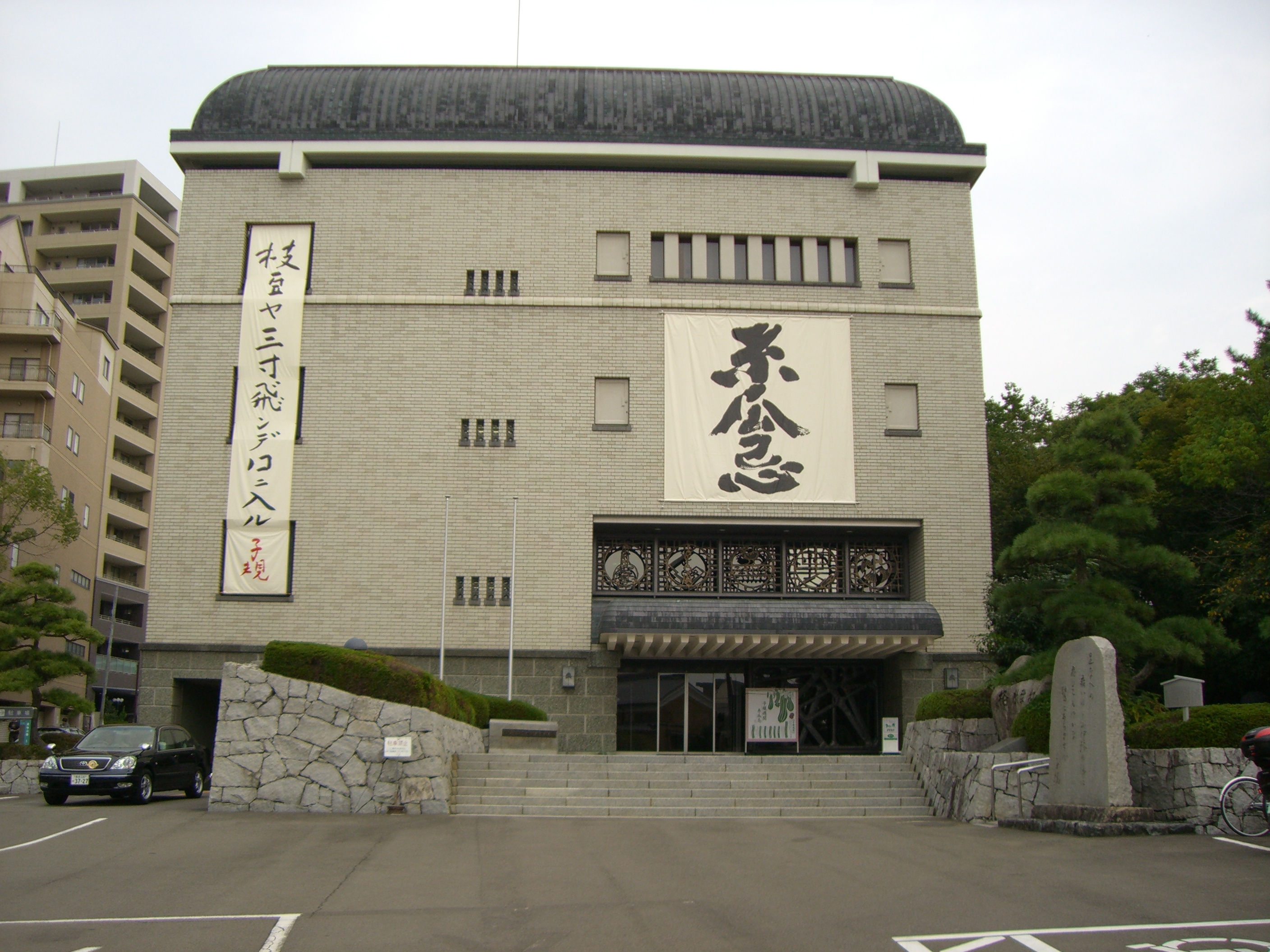
道後公園的子規紀念博物館

松山市因其城下町歷史而有豐厚的文化底蘊，擁有三件日本國寶和33件國家指定重要文化財。歷史松山市的方言屬於伊予方言，屬於四國方言的一種，受到近畿方言較強的影響，在發音上也屬於京阪式音調。松山市是一座文學之城，尤以俳句傳統最為深厚。松山市俳人輩出，有「俳都」之稱。松山出身或曾在松山居住過的著名俳句家有正岡子規、種田山頭火、高濱虛子、河東碧梧桐等人。松山市還舉辦觀光俳句郵筒等活動，鼓勵市民創作俳句。日本文豪夏目漱石在1895年曾在松山從事英語教師的工作，他的名作《少爺》就是以自己在松山的生活經驗為素材。司馬遼太郎的歷史小說坂上之雲以松山出身的秋山好古、真之兄弟為題材，松山也因此成為這部小說的主要舞台之一。
松山市的特色飲食有松山鮓（一種散壽司）、章魚飯、鯛魚飯等料理。和許多城下町類似，松山和菓子文化發達。松山市具代表性的甜點有融合了日本及西洋甜點的塔魯特、少爺團子。松山市的主要傳統節慶活動則有每年四月上旬舉辦的松山春祭、以煙花大會著稱的松山港祭、四國四大祭之一的松山祭。
總部設在松山市的媒體有愛媛新聞、NHK松山放送局、南海放送、愛電視台、愛媛電視台、愛媛朝日電視台。這些媒體均以愛媛縣全縣為服務範圍。以松山市為主場的職業體育俱樂部有成立於1970年，現在參加日本職業足球乙級聯賽（J2）的愛媛足球會、參加棒球四國島聯盟的愛媛橘子海盜。愛媛縣綜合運動公園和松山中央公園棒球場（少爺球場）等愛媛縣的主要體育設施也位於松山市。
松山市同樣集中了愛媛縣大多數高等教育機構。愛媛大學創立於1949年，擁有超過9000人學生，是松山市唯一的國立大學。除了醫學院和附屬醫院之外，愛媛大學各校區均位於松山市。松山市內的主要私立大學則有松山大學、松山東雲女子大學、聖凱瑟琳大學。

## 交通

伊予鐵道路線圖

松山市海、陸、空交通均較為發達，是四國的玄關之一。由於松山市是日本國鐵開通最晚的地區之一，因此在松山形成了四國旅客鐵道（JR四國）主要服務長途旅客，伊予鐵道主要服務市內和短途旅客的局面。JR松山車站是松山市遠距離鐵路交通的中心，但只有予讃線一條路線經過。2015年，松山車站的乘客數接近259萬人。伊予鐵道是松山市最大的交通企業，也是日本歷史第二久的民營鐵路企業，經營有高濱線、横河原線、郡中線三條連接松山市中心和郊外的鐵道路線，以及城北線、城南線、本町線、大手町線、花園線五條松山市中心的路面電車路線。市郊路線和市內路線在松山市站交匯，使得松山市站成為松山市的交通樞紐。近年松山市交通量中公共交通佔比從1990年的10%下降到2010年的7%，伊予鐵道的年乘客數也從頂峰時的超過4100萬人下降到現在的不到2100萬人。松山市內的巴士交通也主要由伊予鐵道經營。JR四國巴士經營有自松山前往東京、名古屋市、京阪神、岡山市、高松市、德島市、高知市的高速巴士。松山市形成了以松山市區為中心的放射狀公路網，在市中心和市郊的交界地區是塞車的高發地區。現在松山正在修建松山外環狀道路以緩解交通堵塞的問題。途徑松山市轄區的高速公路有松山自動車道。

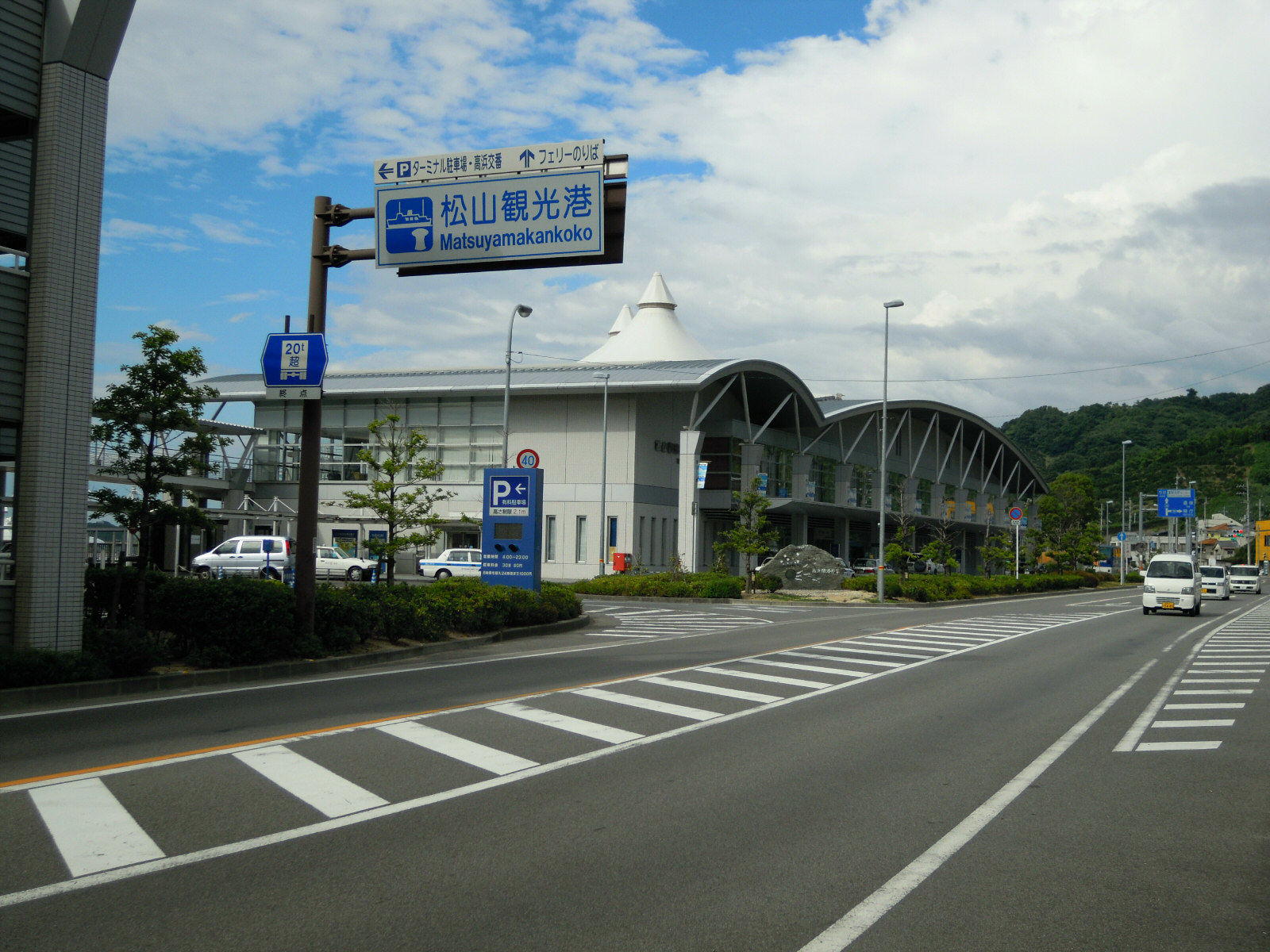
松山觀光港

松山市轄區西側臨海，水運在松山交通中同樣佔有重要地位。松山港由客運港松山觀光港、高濱港、三津濱港和貨運港松山外港、今出港等部分組成。自松山觀光港有開往小倉、廣島等地的航路。高濱港和三津濱港則主要開行前往瀨戶內海離島的客船。2015年，松山港總乘客數近60萬人。松山港的貨櫃港規模在四國位居前列，2015年進出口貨物量超過900萬噸。松山機場開業於1959年，位於松山市西郊約6公里的沿海處，往來市中心的交通十分方便。跑道全長則有2500米。松山機場現在有飛往羽田、成田、中部、關西、伊丹、福岡、鹿兒島、那霸等地的國內航班，並有飛往上海浦東國際機場的定期國際航班。松山機場和台北松山機場之間有包機航線，是世界首條飛行於同名機場之間的航線。

## 觀光

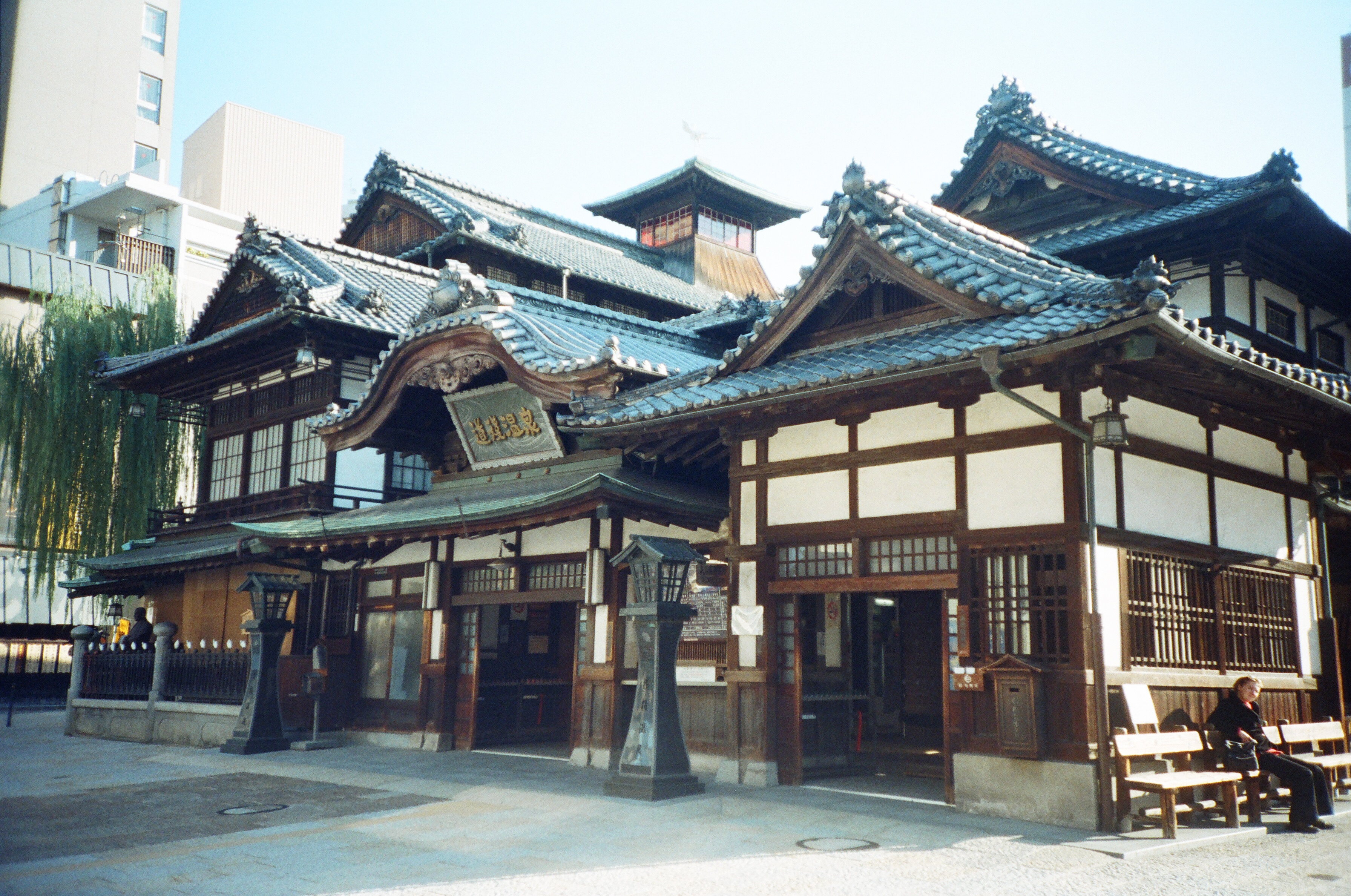
道後溫泉本館

松山市觀光資源豐富，在1951年就被定為國際觀光溫泉文化都市。松山市的觀光宣傳標語「溫泉和文學之城（いで湯と城と文学のまち）」亦體現了溫泉和文學是松山的兩大招牌觀光資源。松山市最主要的旅遊景點是松山城和道後溫泉，兩者皆被米其林指南評為二星級景點，道後溫泉本館更被評為三星級。松山城自江戶時代開始就是松山的中心，是江戶時代最後的完整的城郭建築，天守閣是日本十二現存天守之一。松山城天守屬於連立式天守，位於高132米的城山之上，天守本身高度有30米，在此可一覽松山市全景。松山城也因其優美的外觀和貴重的文物價值被選入重要文化財和日本100名城。松山城的二之丸史跡庭園種植有多種柑橘，通過流水、砂石、草坪再現昔日房間構造。道後溫泉位於松山市區東部，在《日本書紀》、《源氏物語》等古文獻中就已經登場，是「日本三古湯」之一。道後溫泉本館修建於1894年，耗時約20個月，耗資約13萬5000萬日元，在當時可說是相當驚人的金額（自德國進口的少爺列車一輛需要9700日元），被列入近代化產業遺產。道後溫泉附近還有湯築城所在地道後公園、道後商店街等景點。松山其他著名的溫泉還有權現溫泉、媛彦温泉等溫泉。
松山市豐厚的文學底蘊也是松山重要的觀光資源。松山市以文學為主題的博物館有坂上之雲博物館、松山市立子規紀念博物館。松山市還保留有正岡子規的故居子規堂、種田山頭火的故居一草庵。道後溫泉內的「少爺房間（坊っちゃんの間）」是當年夏目漱石在入浴之後休息過的房間，現在對公眾開放，展示與夏目漱石有關的史料。在四国八十八箇所中，第46番至第53番（浄瑠璃寺、八坂寺、西林寺、浄土寺、繁多寺、石手寺、太山寺、圓明寺）位於松山市轄區。松山市的大型公園則有松山綜合公園等地。

## 姊妹、友好城市
松山市和以下外國城市有姊妹、友好都市關係：
| 國家     | 城市                       | 締結年 |
| -------- | -------------------------- | ------ |
| 美国     | 薩克拉門托（加利福尼亞州） | 1981年 |
| 德国     | 弗萊堡（巴登-符登堡邦）    | 1989年 |
|          | 平澤市（京畿道）           | 2004年 |
| 中華民國 | 台北市（臺灣）             | 2014年 |

## 外部連結
- （简体中文） 松山市觀光協會 （页面存档备份，存于）
- （日語） 松山市觀光導航 （页面存档备份，存于）
- （日語） 松山市文化、體育振興財團 （页面存档备份，存于）
- OpenStreetMap上有關松山市的地理
- 维基导游上有關松山市（英文）的旅行指南